# 克薩維埃·馬利斯
克薩維埃·馬利斯（Xavier Malisse，1980年7月19日—），是一位比利時職業網球運動員，曾經是比利時排名最高的男子網球選手。迄今已獲得5項賽事冠軍，包括3項ATP巡迴賽的冠軍。

## 外部連結
- 官方网站
- 克薩維埃·馬利斯（英文/西班牙文）的官方資料
- 克薩維埃·馬利斯的國際網球總會 職業／青少年 官方資料（英文）
- 克薩維埃·馬利斯的官方資料（英文）